# أنيت كيليرمان
أنيت كيليرمان (بالإنجليزية: Annette Kellerman) (6 يوليو 1887 - 6 نوفمبر 1975) كانت سباحة، فودفيل، ممثلة وكاتبة أسترالية، أشتهرت لدورها في فيلم ابنة الآلهة (1916).

## وصلات خارجية
- أنيت كيلرمان على موقع IMDb (الإنجليزية)
- أنيت كيلرمان على موقع الموسوعة البريطانية (الإنجليزية)
- أنيت كيلرمان على موقع أول موفي (الإنجليزية)
- أنيت كيلرمان على موقع قاعدة بيانات برودواي على الإنترنت (الإنجليزية)
- أنيت كيلرمان على موقع قاعدة بيانات الأفلام السويدية (السويدية)
- أنيت كيلرمان على موقع قاعدة بيانات الفيلم (الإنجليزية)